# Manfred Kurzer
Manfred Kurzer (n. 10 ianuarie 1970, Berlin, RDG) este un trăgător de tir german, medaliat olimpic. A participat la 2 ediții ale Jocurilor Olimpice (2000, 2004) în care a câștigat o medalie de aur.